# Max Springer
Max Springer (* 19. Dezember 1877 in Schwendi; † 20. Jänner 1954 in Wien) war ein deutscher Organist, Komponist, Musikpädagoge.
Max Springer wuchs in der Gemeinde Schwendi in Württemberg auf. Er war zunächst Schüler des Klosters Beuron und gelangte als Organist des St. Emmausklosters, einer Filiale des Klosters Beurons, nach Prag, wo er an der deutschen Universität u. a. bei Antonín Dvořák und Josef Klička studierte. Bereits 1910 wirkte er als Dozent für Komposition an der Wiener Musikakademie, 1923 wurde er zum ordentlichen Professor ernannt und er erhielt den Titel „Hofrat“. 1926 wurde er Direktor der Wiener Musikakademie. Außerdem schrieb er Musikkritiken für die Wiener Reichspost. Die Gemeinde Schwendi ernannte ihn 1933 zum Ehrenbürger. Schüler von Max Springer sind Johann Bauernfeind, Kurt Wöss, Erwin Weiss, Karl Josef Walter, Marko Tajčević, Anton Nowakowski. Er wurde am Wiener Zentralfriedhof bestattet. Das Grab ist bereits aufgelassen.
Seine Tochter Maria Magdalene Springer (* 1907 Prag; † 1977 Wien) heiratete 1930  den Pianisten und Komponisten Otto Schulhof. 

## Werke (Auswahl)
- Sechs Fughetten über den Namen BACH, op. 14. Coppenrath-Verlag, Regensburg, 1908
- 8 Postludien über die gebräuchlichsten Ite missa est, op. 20
- 4 Präludien und eine Fantasie über das Oster-Halleluja, op. 21
- Missa „Lauda Sion“, op. 22
- „Te deum“, op. 28, für gemischten Chor und Orgelbegleitung, Bonifatius-Druckerei, Prag, 1914
- Auferstehung (Gedicht von Franz Eichert) für vierstimmigen gemischten Chor mit Orgel und Klavier. Op. 29. Universal-Edition, Wien []
- Messe zu Ehren der seligen Crescentia Höss, op. 31
- Kleine Präludien für Orgel, op. 35
- Konzert für Violine und Orgel, op. 40